# Helen Megaw
Helen Dick Megaw (1 de junho de 1907 – 26 de fevereiro de 2002) foi uma cristalógrafa irlandesa, pioneira na cristalografia de raios-X. Ela fez medições das dimensões de células de gelo e estabeleceu a estrutura cristalina da perovskita.

## Educação e carreira
Megaw nasceu em Dublim e lá estudou. Ainda na escola, Megaw leu X-rays and Crystal Structure de Bragg. Ela passou um ano na Queen's University, de Belfast antes de se mudar para o Girton College, Cambridge, para estudar Ciências Naturais, em 1926. Ela se formou em 1930 e foi aluna de pesquisa em cristalografia com J. D. Bernal. A primeira especialidade de Megaw foi a estrutura do gelo, e ela recebeu seu doutorado em 1934, e recebeu da Girton uma bolsa de investigação, que ela usou para estudar em Viena, em 1934-1935, com Hermann Francis Mark. Em 1935, Megaw co-publicou com Bernal um influente método para corrigir a posição dos átomos de hidrogênio, conhecido como o modelo Bernal-Megaw. Ela passou o ano de 1935-1936, em Oxford, com Francis Simon e, em seguida, passou vários anos como professora antes de tornar-se um cristalógrafa industrial na Philips, em Londres, em 1943. Foi através do trabalho na Philips que Megaw trabalhou pela primeira vez com perovskita, sobre a qual ela se tornou uma especialista reconhecida. Em 1945 Megaw voltou a trabalhar com Bernal, agora no Birkbeck College, em Londres, durante um ano antes de assumir um posto no Laboratório Cavendish, em Cambridge. Ela tornou-se membro e diretora de estudos na Girton. Megaw se aposentou em 1972.
Seu primeiro livro, Ferroelectricity in Crystals, foi publicado em 1957. Seguiu-lhe Crystal Structures: a Working Approach, em 1973.

## Legado e honras
Em reconhecimento do seu trabalho na determinação de estruturas de cristais de gelo, a Ilha Megaw recebeu seu nome. Megawita (CaSnO3), do grupo da perovskita, também tem seu nome.
Em 1989, Megaw tornou-se a primeira mulher a receber o Medalha Roebling da Sociedade Mineralógica da América.